# اتهامات جو بايدن بالاعتداء الجنسي

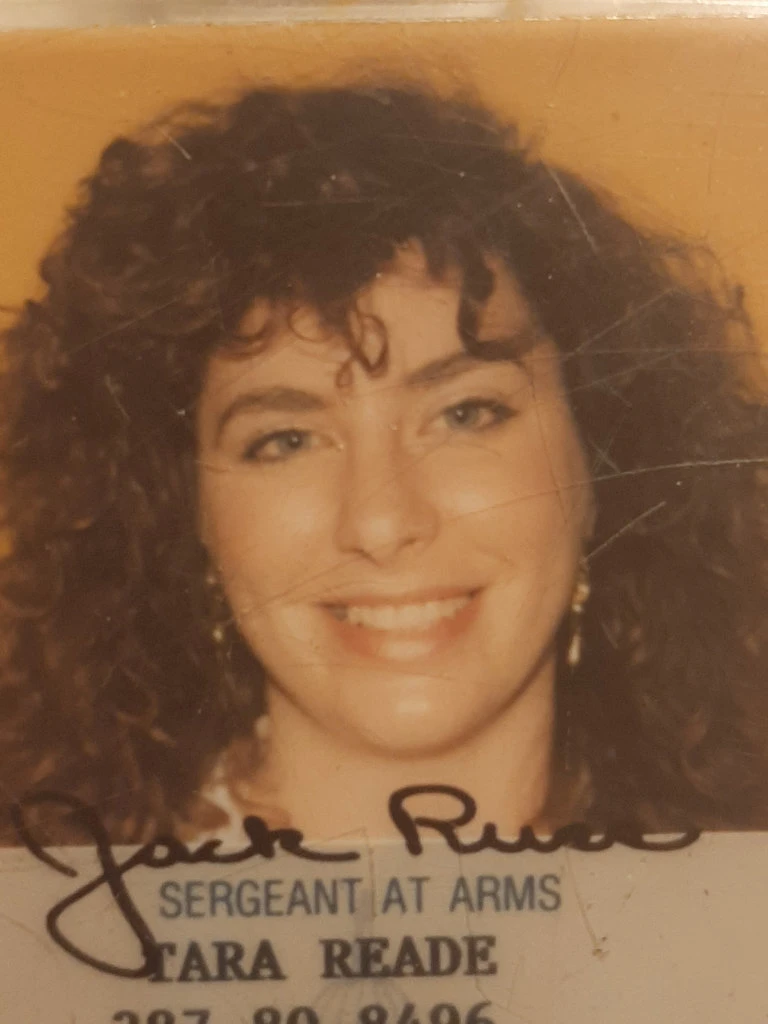
تارا ريد

خلال الحملة الانتخابية لعام 2020 لرئيس الولايات المتحدة في مارس 2020، زعمت تارا ريد -وهي موظفة سابقة في مكتب بايدن في مجلس الشيوخ الأمريكي- أن جو بايدن، نائب الرئيس الأمريكي السابق والمرشح الديمقراطي في الانتخابات الرئاسية لعام 2020 قد اعتدى عليها جنسيًا في عام 1993. في مبنى مكاتب الكابيتول هيل عندما كانت تعمل مساعدة في مكتبه. ونفى بايدن مزاعم ريد.
عملت ريد لدى بايدن بصفة مساعدة في الكونغرس في عامي 1992 و1993، ثم التحقت لاحقًا بجامعة أنطاكية وكلية الحقوق بجامعة سياتل. تعمل الآن مدافعة عن العنف المنزلي. قالت إنها عانت من الإساءة الجسدية العاطفية والعنيفة من والدها وزوجها السابق، ما دفعها بدورها إلى العمل نيابة عن الضحايا.
اتُهمت ريد بتحريف تجاربها الحياتية، بما في ذلك الكذب تحت القسم وفي إجراءات المحكمة. على وجه التحديد، كانت ادعاءاتها بالحصول على درجة البكالوريوس من جامعة أنطاكية، والعمل أيضًا كأستاذة زائرة عبر الإنترنت محل خلاف. وقد زعمت أنها حصلت على شهادة سريعة المسار من أجل المساعدة في حماية هويتها من زوجها السابق المتهم بالإساءة، وهو ادعاء نفته الجامعة. لم تشارك كلية الحقوق التي تخرجت منها لاحقًا -جامعة سياتل- تفاصيل طلبها الأولي. خضعت ريد للتحقيق من قبل المدعين العامين في مقاطعة مونتيري، كاليفورنيا، بسبب الكذب تحت القسم بشأن مؤهلاتها التعليمية في ظهورها كشاهدة خبيرة في العنف المنزلي.
قبل اتهام بايدن بالاعتداء الجنسي في عام 2020، قدمت ريد العديد من التعليقات الأخرى التي سلطت مواجهاتها مع بايدن في ضوء مختلف. تقول ريد إنها في عام 1993، قدمت شكوى ضد بايدن إلى مكتب الموارد البشرية في مجلس الشيوخ زعمت فيه أن بايدن جعلها تشعر بعدم الارتياح من خلال التعليقات التي اعتبرتها مهينة، بما في ذلك المجاملات حول مظهرها بالإضافة إلى طلبه منها مشاركته المشروب. ومع ذلك، في شكواها، لم تتهم ريد بايدن بأي نوع من أنواع سوء السلوك الجنسي ولم تشر إلى الاعتداء المزعوم. قبل بضع سنوات من اتهامها بايدن بالاعتداء الجنسي، أشادت ريد مرارًا ببايدن على حسابها الشخصي على تويتر، وأعادت التغريد أو أيدت التعليقات التي وصفت بايدن كرائد في مكافحة العنف الجنسي.
في سياق حملة بايدن الرئاسية لعام 2020، قالت نساء أخريات إن بايدن لمسهن أو رحب بهن بطريقة اعتبروها غير مناسبة، مثل العناق وفرك الكتف والقبلات على الخد ما جعلهن يشعرن بعدم الارتياح؛ لم يطعن بايدن في هذه المزاعم، وذكر أنه سيكون أكثر وعيًا بالمساحة الشخصية للأشخاص في المستقبل.

## الخلفية والادعاءات السابقة
تعيش تارا ريد في مقاطعة نيفادا، كاليفورنيا. غيرت اسمها القانوني إلى مكابي للحماية في يناير 1998 بسبب العنف الأسري في الماضي. ناصرت ريد ضحايا العنف المنزلي أولًا في ولاية واشنطن ولاحقًا في كاليفورنيا. في أوائل عام 2020، عملت بدوام جزئي مع أسر لديها أطفال من ذوي الاحتياجات الخاصة في مقاطعة نيفادا، كاليفورنيا. بعد حصولها على شهادة في القانون من جامعة سياتل عام 2004، لم تمارس القانون. لقد شغلت مناصب أو قامت بعمل تطوعي للوكالات الحكومية بالمقاطعة أو للمنظمات غير الربحية الخاصة، وأدت واجبات في مجالات مثل الدفاع عن الضحايا أو إنقاذ الحيوانات.
عملت ريد كمساعدة في مكتب بايدن في مجلس الشيوخ الأمريكي من ديسمبر 1992 إلى أغسطس 1993، عندما كانت في أواخر العشرينيات من عمرها. ذكرت وكالة أسوشييتيد برس في عام 2020: على مر السنين، تحدثت ريد بشكل إيجابي عن العمل مع بايدن. ذكرت شبكة سي إن إن في عام 2020 أنه في السنوات الأخيرة، أشادت ريد ببايدن على وسائل التواصل الاجتماعي في مناسبات عديدة. عندما سألتها سي إن إن عن السبب، قالت إنها تشعر بالتضارب بشأنه، وأعجبت بما فعله سياسيًا من أجل قضايا المرأة وقالت إن العديد من الأشياء إيجابية في آن واحد.
كانت ريد واحدة من عدة نساء اتهمن جو بايدن في عام 2019 بالاتصال الجسدي الذي جعلهن يشعرن بعدم الارتياح، مثل العناق غير المرغوب به، والقبلات على الرأس، والوقوف بالقرب غير المريح، وفقًا لأيه بي سي نيوز.
قالت ريد، وهي ديمقراطية دعمت مرشحين مختلفين غير بايدن خلال الانتخابات التمهيدية لعام 2020، إن مزاعمها المختلفة ضد بايدن لم تكن ذات دوافع سياسية.
أصدرت ريد مذكراتها: ليفت آوت، وين ذا تروث دوزنت فيت إن (غادر: عندما لا تناسب الحقيقة) في أكتوبر 2020.

### مقالات صحيفة (ذا يونيون) لعام 2019
في 4 أبريل 2019، اتصلت ريد بصحيفة الاتحاد (ذا يونيون)، وهي صحيفة محلية في غراس فالي، كاليفورنيا، بشأن عملها مع جو بايدن. منحها منصبها كمساعدة للموظفين في مكتبه بمجلس الشيوخ في واشنطن العاصمة، مسؤوليات برنامج التدريب الداخلي في المكتب وتسليم البريد. وزعمت أن بايدن اعتاد أن يضع يده على كتفها ويمرر إصبعه على رقبتها. أخبرت ريد أيضًا عن حادثة أخرى، زعمت أن أعضاء فريق بايدن -الذين لم تذكر أسمائهم- جادلوا حول ما إذا كان ينبغي لها تقديم المشروبات في حدث ما؛ قالت ريد إنها سمعت من الموظفين أن بايدن يريدها فعل ذلك لأنه كان يحب ساقيها. قالت ريد إنها بعد أن رفضت هذه المهمة، جرى تحذيرها من قبل مديرة مكتب بايدن ماريان بيكر، التي قالت لها أن ترتدي تنانير أطول. قالت ريد إنها اشتكت إلى أعضاء مجلس الشيوخ وأن مكتب بايدن علم بشكاواها.
قالت ريد: كانت حياتي جحيم ... كان الأمر يتعلق بالقوة والسيطرة، بعد مغادرتي، لم أستطع الحصول على وظيفة في كابيتول هيل. لم تفكر ريد في التصرفات تجاه إضفاء الطابع الجنسي عليها. وبدلًا من ذلك شبهت نفسها بالمصباح الذي عُرض لأنه كان جميلًا ثم جرى التخلص منه عندما أصبح شديد السطوع. قالت ريد إنها تريد من بايدن أن يقول لقد غيرت مسار حياتك. أنا آسف. في عام 2018، قالت إن سبب رحيلها عن واشنطن عام 1993 هو ممارسة مهنتها كممثلة أو فنانة إلى خيبة أملها من رهاب الأجانب الذي تمارسه الحكومة الأمريكية تجاه روسيا. في عام 2009، قالت إن سبب رحيلها عام 1993 من واشنطن هو الانتقال إلى الغرب الأوسط للولايات المتحدة مع صديقها. نشرت هذه الحسابات المتضاربة على موقع ميديوم، ثم حُذفت بحلول عام 2020. في عام 2020، وصفت ريد الحسابات على أنها منشورات مدونة غبية نشرتها أثناء كتابة رواية، عندما لم تكن مستعدة للحديث عن بايدن. قالت ريد أيضًا إنها لا تتذكر الكتابة عن كراهية الأجانب التي تمارسها الحكومة.
في نفس وقت ذلك التقرير تقريبًا، نشرت صحيفة ذا يونيون عمودًا بقلم ريد، زعمت فيه أن مشرفها قد أبلغها أن بايدن يريد منها تقديم المشروبات في حدث معين، لأنه اعتقد أنها جميلة وأنه قد أحب ساقيها، لكن أحد كبار المساعدين تدخل لمنع ريد من القيام بذلك، واستمر الجدال بين الموظفين. بعد ذلك، كان بايدن يلمس كتفها ورقبتها في كثير من الأحيان. تعتقد ريد أن هذه الإيماءات لم تكن تتعلق كثيرًا بالاتصال بل بفرض الهيمنة على الغرفة. كتبت ريد أيضًا في هذا المقال عن قصتها بخصوص سوء السلوك الجنسي؛ إنها قصة عن إساءة من السلطة. قالت ريد إنها تحدثت في عام 2019 بعد مشاهدة حلقة من برنامج ذا فيو، إذ دافع معظم أعضاء اللجنة خلالها، مثلما تقول، عن بايدن وهاجموا لوسي فلوريس، وهي عضوة سابقة في المجلس، زعمت أن بايدن قبل رأسها دون موافقة.